# 渡辺三郎 (陸軍軍人)
渡辺 三郎（わたなべ さぶろう、1897年（明治30年）1月6日 - 1969年（昭和44年）1月1日）は、日本の陸軍軍人。最終階級は陸軍少将。旧姓・末国。

## 経歴
広島県出身。教員・末国又一の三男として生まれ、渡辺金作の養子となる。山口中学校（現山口県立山口高等学校）を経て、1918年（大正7年）5月、陸軍士官学校（30期）を卒業。同年12月、歩兵少尉に任官し歩兵第70連隊付となる。1926年（大正15年）12月、陸軍大学校（38期）を卒業した。
1927年（昭和2年）8月、歩兵第76連隊中隊長に就任し、参謀本部付勤務、参謀本部員、イギリス駐在、歩兵第41連隊大隊長、陸軍運輸部員、陸大教官などを経て、1939年（昭和14年）8月、歩兵大佐に昇進。1940年（昭和15年）7月、参謀本部付として、変名・渡辺次郎を用いてラングーンに駐在した。
1941年（昭和16年）3月、第16師団参謀長に発令され太平洋戦争を迎えた。フィリピン攻略戦に参加。1942年（昭和17年）11月、船舶工兵第4連隊長に転じ、1944年（昭和19年）4月、第3船舶輸送司令部スマトラ支部長となり、1945年（昭和20年）3月、陸軍少将に進んだ。同年4月、第3船舶輸送司令官に就任し終戦を迎えた。その後、戦犯容疑で逮捕されたが、1948年（昭和23年）4月に無罪判決を受けて釈放され復員した。同年1月31日、公職追放仮指定を受けている。

## 親族
- 弟 末国正雄（海軍大佐）